# Metroid Prime 4: Beyond
Metroid Prime 4: Beyond är ett kommande förstapersonsskjutar-spel utgivet av Nintendo till Nintendo Switch och är den fjärde installationen i Metroid Prime-serien. Spelet utannonserades för första gången under E3 2017, men senare i januari 2019 meddelade Nintendo att utvecklingen av spelet hade börjats om under en annan spelstudio, Retro Studios. Det var även då som Kensuke Tanabe, Metroid Prime-seriens tidigare producent, kom tillbaka för att även vara producent för det fjärde spelet. I juni 2024 meddelade Nintendo i en Nintendo Direct-sändning att Metroid Prime 4: Beyond planeras att lanseras under 2025.